# پاتریک دمارشلیه
پاتریک دمارشلیه (فرانسوی: Patrick Demarchelier‎؛ زادهٔ ۲۱ اوت ۱۹۴۳ – درگذشتهٔ ۳۱ مارس ۲۰۲۲) عکاس مد اهل فرانسه بود. او برای مجلات مطرح دنیای مد همچون وُگ و هارپرز بازار عکاسی کرده و عکس‌هایش روی جلد مجلاتی همچون رولینگ استون، لایف، نیوزویک و اِل رفته‌است.